# Herb Urbana VIII

Herb papieski Urbana VIII

Herb papieski Urbana VIII był oficjalnym herbem Stolicy Apostolskiej w czasie pontyfikatu Urbana VIII (1623-1644).

## Skład
Herb składa się z tarczy herbowej, dwóch kluczy św. Piotra, oraz tiary papieskiej umieszczonej nad tarczą. Tarcza była w kolorze niebieskim. Na tarczy trzy złote pszczoły rodu Barberinich (Urban VII należał do tego rodu), dwie u góry, jedna na dole. Papież Urban VIII jako swoją dewizę wybrał sentencję: In Domino sperans non infirmabor (Panu ufając, nie upadnę), pochodzącą z Wulgaty – Ps 25,1.
Herb Urbana VIII znajduje się m.in. na Fontannie Trytona na rzymskiej Piazza Barberini.